# Xian de Ruoqiang
Cette page contient des caractères spéciaux ou non latins. S’ils s’affichent mal (▯, ?, etc.), consultez la page d’aide Unicode.
Le xian de Ruoqiang (若羌县 ; pinyin : Ruòqiāng Xiàn ; ouïghour : چاقىلىق ناھىيىسى / Çakilik Nahiyisi) est un district administratif de la région autonome du Xinjiang en Chine. Elle est placée sous la juridiction de la préfecture autonome mongole de Bayin'gholin. Son chef-lieu est la ville de Ruoqiang.
L'ancienne cité de Loulan, dont les ruines ont été découvertes en 1899 par l'explorateur suédois Sven Hedin, se situe à l'angle nord-ouest du Lop Nor, sur le territoire de ce xian.

## Démographie
La population du district était de 28 786 habitants en 1999.